# Mariusz Duda
Mariusz Duda (sinh ngày 25 tháng 9 năm 1975 tại Węgorzewo) là một ca sĩ, nhạc sĩ, nhà soạn nhạc, tay chơi đa nhạc cụ người Ba Lan. Anh nổi tiếng với vai trò ca sĩ chơi guitar bass trong ban nhạc rock Riverside.
Mariusz Duda đã sáng tác những bản nhạc đầu tiên cho dự án âm nhạc Lunatic Soul kể từ năm 2001 và chính thức phát hành album cùng tên vào năm 2008. Vào ngày 26 tháng 6 năm 2020, anh phát hành album solo đầu tay mang tên Lockdown Spaces.

## Tác phẩm âm nhạc

### Solo
- Lockdown Spaces (2020)
- Claustrophobic Universe (2021)
- Interior Drawings (2021)
- Let’s Meet Outside EP (2022)
- AFR AI D (2023)

### Với ban nhạc Riverside
- Out of Myself (2003)
- Second Life Syndrome (2005)
- Rapid Eye Movement (2007)
- Anno Domini High Definition (2009)
- Shrine of New Generation Slaves (2013)
- Love, Fear and the Time Machine (2015)
- Wasteland (2018)
- ID.Entity (2023)

### Với dự án Lunatic Soul
- Lunatic Soul (2008)
- Lunatic Soul II (2010)
- Impressions (2011)
- Walking on a Flashlight Beam (2014)
- Fractured (2017)
- Under the Fragmented Sky (2018)
- Through Shaded Woods (2020)